# Дом-музей Васнецовых в Рябово
Историко-мемориальный и ландшафтный музей художников В. М. и А. М. Васнецовых «Рябово» — дом-музей, в котором провели свои детские годы известные русские художники братья Васнецовы: Виктор Михайлович и Аполлинарий Михайлович.

## История
Село Рябово изначально было небольшим, но весьма живописным. Центром села служил храм во имя Рождества Иоанна Предтечи. Основную часть населения села составляли священнослужители: священник, дьяк и дьячок, четверо причетников. Именно здесь в 1850 году поселился священник Михаил Васильевич Васнецов. Приехал он вместе с женой Аполлинарией Ивановной и двумя сыновьями — Николаем и Виктором. Позднее здесь у Васнецовых родилось ещё четверо мальчиков: Петр, Аполлинарий, Аркадий и Александр.
Более двадцати лет прожили Васнецовы в Рябово. В раннем возрасте, в восемь-девять лет братья начали покидать родной дом, чтобы продолжить учёбу в Вятке. Вплоть до 1875 года сыновья Васнецовых продолжали приезжать домой. В 1873 году старший брат Николай выставил дом на продажу, и через пару лет, в 1877 году дом был продан. Братья очень любили это место. Об этом говорится в их письмах и воспоминаниях современников. Посещая вятскую землю, они стремились в родное село. В последний раз поклониться отчему дому и родительским могилам Апполинарий приехал в 1900 году, а Виктор — в 1914 году.
После отъезда Васнецовых из Рябова в их доме открылось земское училище, а позднее — восьмилетняя школа. В этой школе и зародилась идея создания музея. Два директора Рябовской школы — Павел Георгиевич Широков и Владимир Григорьевич Мальгинов — способствовали созданию школьного музея Васнецовых, устроили школьный кружок, который установил переписку с родственниками Васнецовых.
Побывав на родине своих предков, Всеволод Аполлинариевич Васнецов (сын Аполлинария Михайловича) проникся идеей создания музея в Рябове. В 1978 году по инициативе и поддержке Всеволода и его жены, директора московского музея Васнецова Екатерины, в селе Рябово было принято решение о создании дома-музея, а уже через три года в 1981 он открыл свои двери для посетителей. Первой заведующей стала Римма Ивановна Фоминых. Она проделала большую работу по сбору исторических материалов о семье Васнецовых, создала первую музейную экспозицию. Позднее музей возглавил Владимир Востриков. Будучи художником, он сам запечатлевал красоты рябовской земли в своих произведениях.

## Описание
В настоящее время музей — это целый заповедник, включающий в себя не только дом, но и окружающую его природу, в которой росли известные художники. Центром заповедника является историческая часть села Рябово, на которой находятся мемориальный дом с усадьбой, «васнецовская» липа, захоронения деда и родителей, дом причта, фундамент разрушенной каменной церкви, где служил отец художников Михаил Васнецов и деревянная церковь Рождества Иоанна Предтечи.
Главным объектом заповедника является старинный Васнецовский дом 1854 года постройки по городскому образцу на каменном фундаменте, с мезонином и в пять окон. В экспозиции музея представлены родословная Васнецовых, портреты членов их семьи, фотографии. В доме воссозданы интерьеры детской, кухни, передан старинный уклад жизни семьи сельского священника второй половины XIX века. Среди экспонатов — полотна А. М. Васнецова, его литографии, а также документальный и исторический материал.
В доме расположено несколько залов. Так, зал Виктора Михайловича Васнецова рассказывает о его творчестве: здесь представлено живописное воспроизведение картины «Нищие певцы», фотокопии рисунков, репродукции известных картин мастера. В зале Аполлинария Михайловича Васнецова находятся оригинальные произведения, фотографии, книги. Здесь много предметов, переданных его сыном Всеволодом — картины и литографии «Пашня» (1921 г.), «Сосны» (конец 1890 г.), «Дуб в Демьяново» (1903—1917 гг.). В комнате родителей можно узнать об истоках семьи Васнецовых их жизни и деятельности, в том числе об истории священника отца братьев Михаила Васильевича, братьев Николая, Петра, Аркадия, Александра, каждый из которых внес свой вклад в вятскую культуру и просвещение. Здесь же фотографии и документы, повествующие об истории села Рябова.
Среди мемориальных экспонатов музея, воссоздающих атмосферу васнецовского дома, также предметы, переданные в дар внучкой Аркадия Михайловича Еленой Леонидовной Васнецовой из его дома: старинный самовар, чернильный прибор, круглый деревянный стол работы самого Аркадия Михайловича, мастера, известного своими столярными изделиями.
Рядом с домом-музеем, в доме причта, открыт выставочный зал, где выставлены произведения известных современных российских художников из фондов Вятского художественного музея. Заповедник часто принимает у себя различные мероприятия: «Рождественский вертеп», «В гостях у Васнецовской снегурочки», «Забавы старины глубокой», «Масленичные гуляния», «Пасха». Для посетителей организуются экскурсии по музею и окрестностям заповедника. Гости также могут пройтись по пешеходному маршруту «В лабиринте васнецовских сказок», который пролегает среди красивых живописного леса, реки Рябовки, лугов и пруда. По маршруту можно встретить героев картин Виктора Васнецова: Сирина и Алконоста, Царевну-Лягушку, Серого волка. Также по пути встретятся подворье Бабы-Яги и владения Кощея Бессмертного.

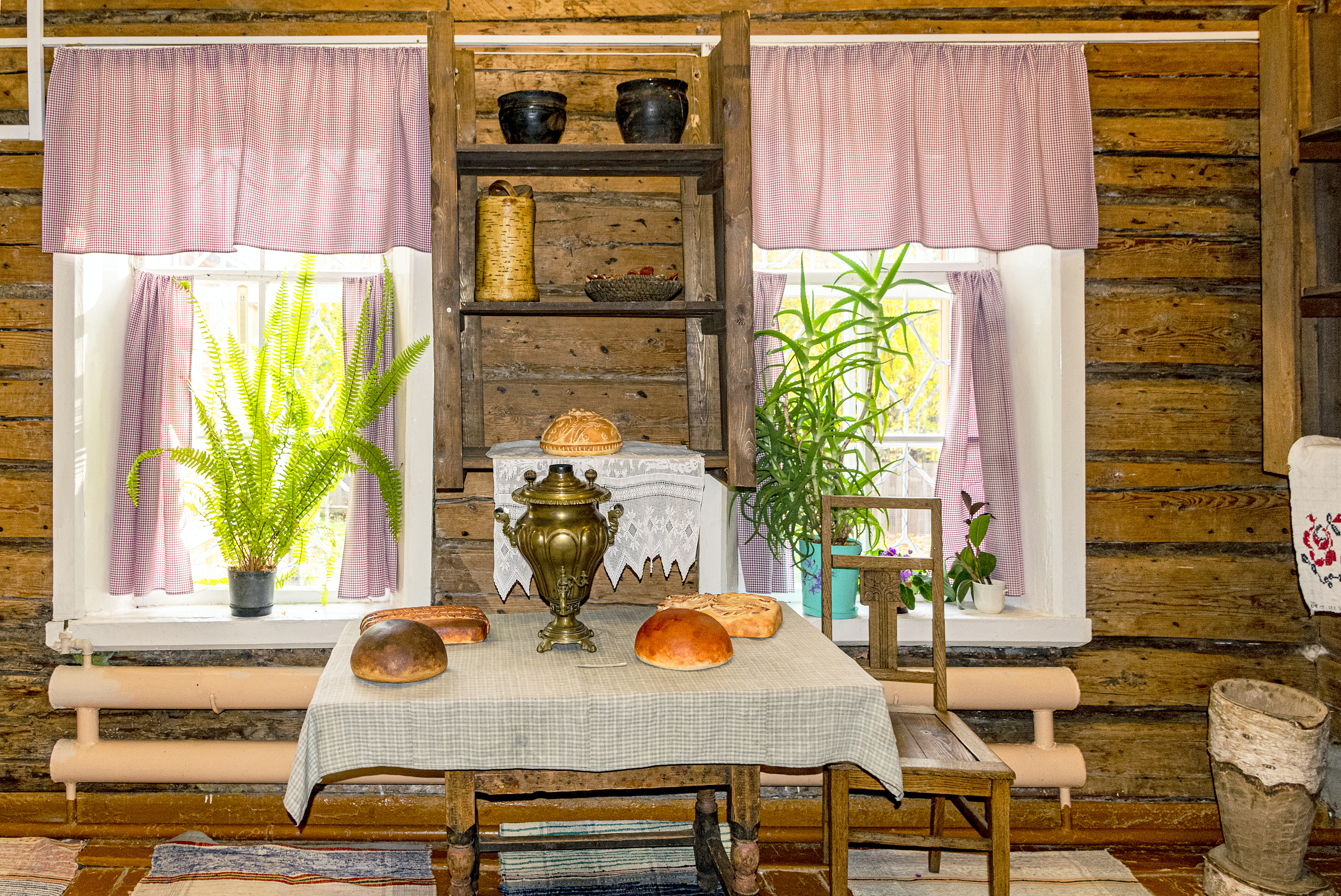
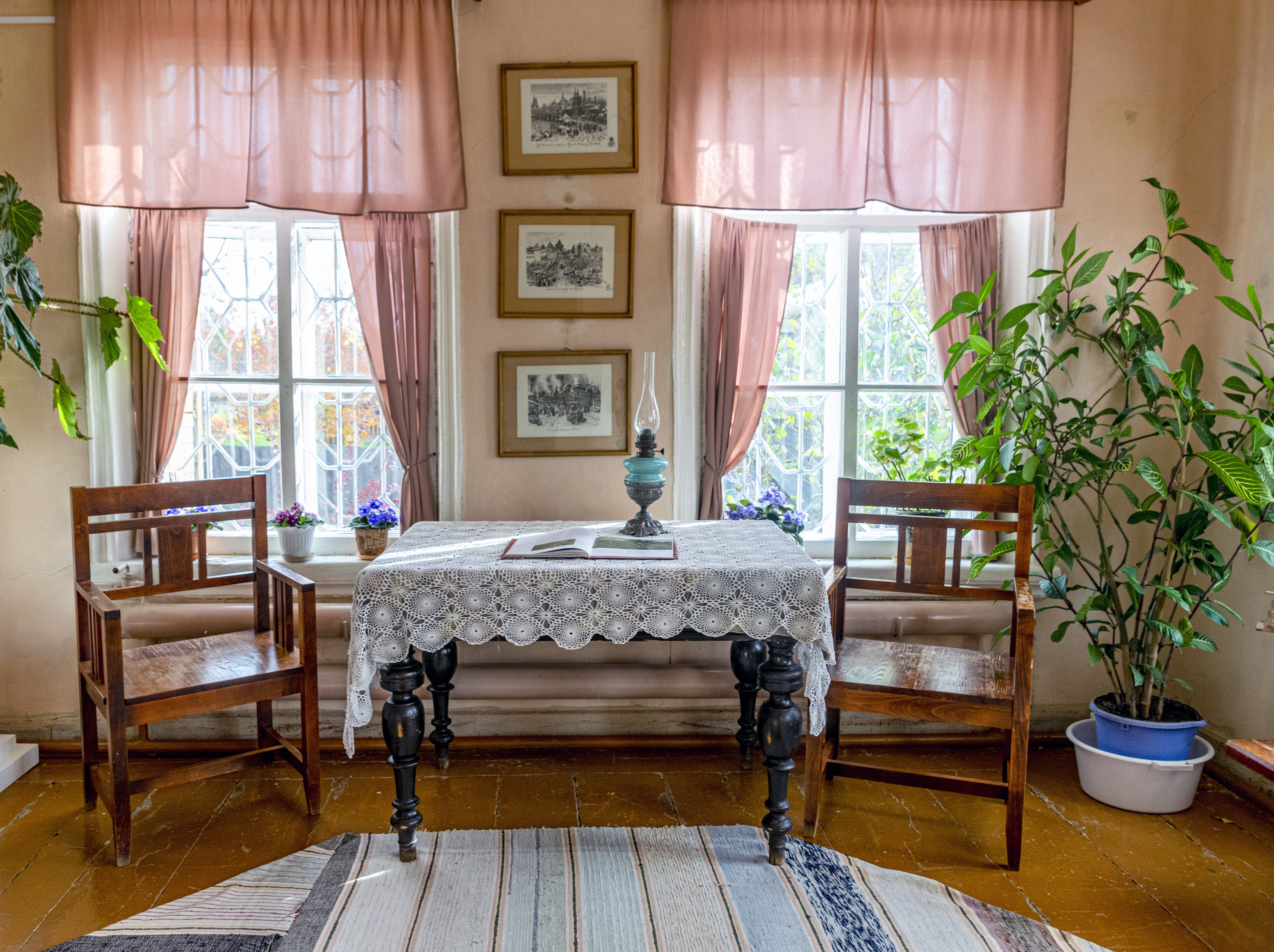